# Посёлок Известкового завода
Посёлок Известкового завода — упразднённый в 1942 году посёлок Агаповского района Челябинской области России. Включён в состав рабочего посёлка (ныне село) Агаповка. Сохранился топоним в названии улицы Известковой.

## География
Расположен был при реке Сухая Речка (приток р. Урал).

## История
Указом Президиума Верховного Совета РСФСР от 9 октября 1942 г. в черту рабочего посёлка Агаповка вошли: посёлок Известкового завода, посёлок Лисья Гора, посёлок Промстрой, посёлок Флюсовая.

## Инфраструктура
Известковый завод.